# Folke Boberg
Folke Boberg, född 29 februari 1896 i Kättestorp, Kisa församling, Östergötland, död 15 maj 1987 i Solna, Stockholms län, var missionär i svenska pingstkyrkan, författare och lexikograf. Han skrev biografier om sin över 30-åriga missionsverksamhet i Mongoliet, ett mongoliskt-engelskt och engelskt-mongoliskt lexikon samt en ordbok med översättningar av ord i Bibeln, från hebreiska, grekiska och arameiska till svenska.

## Biografi

### Uppväxt
Anders Folke Adrian Boberg föddes den 29 februari 1896 som den fjärde av sju syskon till lantbrukaren Johan August Karlsson Boberg och hans maka Helena Sofia Boberg. Uppväxten blev i Kättestorp i Kisa, Kinda kommun, Östergötland, tills 1919, då han påbörjade två års studier vid Svenska Alliansmissionens bibelinstitut i Jönköping. Efter detta flyttade han till Chicago, USA där han 1921-1922 läste vid Moody Bible Institute(en). Som del av undervisningen studerade han då grekiska vid Moody Theological Seminary. Under tiden i USA träffade Folke Boberg på Anna Lundberg, som medlem i Svenska missionsförbundet i Nordamerika. De knöt kontakt och blev ett par.

### Första missionsresan
Hösten 1922 utsändes Boberg för första gången som missionär till Mongoliet och Kina, av Scandinavian Alliance Mission. I juli 1924 kom han ensam till Alashan, Inre Mongoliet, där han stannade i två och ett halvt år. 1928 reste Anna Lundberg, som då blivit Bobergs fästmö, ut till missionsfältet för att missionera och ordna med giftermål. Då de den 11 september 1929 nådde Peking, där bröllopet var planerat, blev Anna Lundberg sjuk i dysenteri och lades in på sjukhus. Den 15 september skrev Folke Boberg hem till Anna Lundbergs familj i Källbomark, Byske, Västerbotten. Han berättade då om svårigheterna med att ordna vigseln med hemförsamlingen i Sverige samt om hur svårt han fann det att ha sin blivande hustru i sjuksängen med hög feber. Anna Lundberg dog några dagar senare, 25 år gammal, och begravdes på plats i Peking, Kina, iklädd sin brudklänning. Folke Boberg fortsatte missionsarbetet ensam i Kalgan, Inre Mongoliet till 1931 då han återvände till Sverige på besök. Samma år lät Folke Boberg publicera sin första bok, Med fridsbudskapet till Mongoliet: Intryck och upplevelser.

### Mission med pingströrelsen
Då Boberg senare under 1931 återvände till Mongoliet missionerade han i tjänst för Svenska Pingströrelsen. Där träffade han sin blivande maka, Greta (född Larsson). De vigdes 1931 i Kina av missionär Morris Bergling. På hösten samma år reste det nygifta paret tillsammans ut till Wangeifu, Alashan, vilket kom att bli huvudstation för deras missionsarbete. Det visade sig vara svårt för dem att närma sig den plats de skulle missionera vid och dess folk. Med motstånd från lokala präster och misstänksamhet att de skulle vara kommunistiska uppviglare, så var människor i området rädda för att ta med sig deras utdelade bibeldelar. Då missionärerna senare fick tillstånd att komma in i området blev deras arbete lättare.

### Påverkan av andra kinesisk-japanska kriget
Tidigt 1935 fick de klartecken för hemresa till Sverige. De använde den då nyöppnade flygtrafiken mellan Ningxia och Paotow, vilket var ändstation på järnvägen till Peking. Den resan tog 2 timmar och 20 minuter, jämfört med de 34 dagar som det tog då de ungefär fyra år tidigare reste upp med kamel med risk för överfall från rövare. I mitten av november 1935 kom de hem till Sverige. Några dagar senare, den 19 november, närvarade Folke Boberg vid en allmän mottagning av kung Gustav V och fick på uppdrag från den mongoliska kungen De Wang lämna över ett signerat porträtt och en mongolisk schal. Under den fortsatta semestertiden i Sverige pratade Boberg i församlingar om sin dittills 13-åriga verksamhet som missionär.
I början på 1937 förberedde Folke och Greta Boberg sin återresa till Mongoliet. De stannade först i Finland mellan 12 och 21 februari för att tala om sina missionsupplevelser i lokala församlingar och fortsatte därefter genom Ryssland och Sibirien. Två månader senare, den 17 april 1937, ankom de till Wangeifu. Japan hade då redan ockuperat Inre Mongoliet i vad som blev det andra kinesisk-japanska kriget och strider med den kinesiska armén pågick. Rövarband av deserterade kinesiska soldater bildades och dessa drog härjande genom provinsen. I Wangeifu var vid den tidpunkten inga strider, men ockupationer av den japansk-mongoliska armén hade ändå nått staden Paotow. Detta hindrade missionärerna att skicka post till, eller få stödemedel från Sverige. Den 15 juli 1938 meddelade dock Folke Boberg om hur krigssituationen närmat sig och påverkat dem. Han återgav hur det i början på året brutit ut ett krig i Wangeifu. Även civila som varit ute på gatorna under stridigheterna hade mist livet. Hövdingen för platsen blev av omständigheterna också tvungen att resa till en annan stad.

### Författarskap och familj

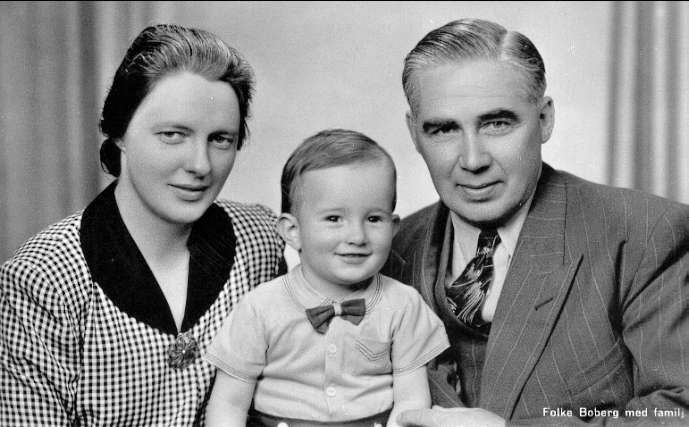
Porträttbild på Greta, Kjell och Folke Boberg.

I maj 1943 avreste Folke och Greta Boberg från sitt missionsfält. Efter ett längre uppehåll i Kina flög de till Calcutta, fortsatte med tåg till Bombay och därifrån med båt till Sydney och sedan till San Francisco. Paret hade ett 13 månaders uppehåll i USA med predikoverksamhet. Den 26 februari 1945 ankom de till Göteborg med lejdfartyget Falsterbohus, som också hade med sig bland annat 13000 ton olja och flygbensin, efter ett 25 dagars uppehåll i ett lejdbåtsstopp. Efter att ha återvänt hem började Boberg på sin andra bok: Bland pilgrimer i Djingis Khans land, vilken annonserades 5 oktober och publicerades snart därefter. I samband med sitt uppehåll i Sverige fick Folke Boberg prata om sina upplevelser i församlingar och lärde även ut mongoliska på Kaggeholm den 2 augusti 1946. Senare under 1946 lät han också publicera sitt tredje verk: Mongoliet som missionsfält: En skildring av land och folk. Samma år reviderade han också Nya Testamentet till mongoliska och skrev den engelsk-mongoliska läroboken Lessons in the Mongolian Language: P. 1. Efter dessa publikationer påbörjade Folke Boberg arbetet med att skriva en mongolisk-engelsk och engelsk-mongolisk ordbok, med finansiellt stöd från Längmanska kulturfonden. .

### Sista återvändandet till Sverige
Sista vistelsen till Mongoliet avslutades 1951 då familjen Boberg efter 30 års verksamhet i kungadömet Alashan för sista gången återvände tillbaka till Sverige, hemtvingade av krig. Under tiden i Mongoliet hade Folke Boberg ägnat tid åt att anteckna uppåt 183000 mongoliska ord med förklaringar. På hemresan var gränsmyndigheterna misstänksamma, men släppte till slut ändå igenom anteckningarna. Arbetet med att renskriva och trycka materialet till det mongolisk-engelska lexikonet fortgick väl hemma i Sverige. Den 27 april 1954 fick han ytterligare stöd på 3000 kr från Längmanska kulturfonden samt 3000 kr från Kungafonden den 23 december. De två första volymerna, A - Ghachigho tarani och Ghachigho sortal - Vivangkhirit, kom båda ut 1954, och den tredje volymen, English-Mongolian: A - Zodiac and Index to volumes 1 and 2, publicerades 1955. Detta var det första mongoliska lexikon som publicerats på något västerländskt språk sedan 1849. För tredje volymen fick han den 3 mars 1955 stöd på 3000 kr från Längmanska kulturfonden.
Bobergs produktivitet fortsatte med utgivandet av Stäppen och den goda jorden den 24 oktober 1957, vilket snart följdes av början på arbetet på ett lexikografiskt verk över Bibeln. Detta verk, Vad säger grundtexten, publicerades 1972 efter 14 års arbete.
Den 15 maj 1987 dog missionär Folke Boberg, 91 år gammal. Begravningen hölls i stillhet i Solna församling, Stockholm med gravsättning den 4 juni.